# Công quốc Nassau
Công quốc Nassau (tiếng Đức: Herzogtum Nassau; tiếng Anh: Duchy of Nassau) là một nhà nước quân chủ độc lập, tồn tại từ năm 1806 đến năm 1866, tọa lạc tại khu vực ngày nay là các bang Rhineland-Palatinate và Hesse của Cộng hoà Liên bang Đức. Nó là thành viên của Liên bang Rhein và sau đó là thành viên của Bang liên Đức. Nhà Nassau là hoàng tộc cai trị công quốc, giờ đã tuyệt tự. Công quốc được đặt tên theo thành phố Nassau, mặc dù Wiesbaden mới là thủ đô của nó. Năm 1865, Công quốc Nassau có 465.636 cư dân. Sau khi bị chiếm đóng và sát nhập vào Vương quốc Phổ vào năm 1866 sau Chiến tranh Áo-Phổ, nó được hợp nhất thành Tỉnh Hessen-Nassau. Khu vực ngày nay là một vùng địa lý và lịch sử, Nassau, và Nassau cũng là tên của Công viên Tự nhiên Nassau trong biên giới của công quốc cũ.
Ngày nay, Đại công tước Luxembourg vẫn sử dụng "Công tước xứ Nassau" làm tước hiệu phụ của mình, và "Thân vương" hoặc "Nữ thân vương xứ Nassau" được các thành viên khác trong gia đình Đại công tước sử dụng làm tước hiệu. Cuộc hôn nhân giữa người Nhà Nassau và Nhà Orange đã tạo ra Vương tộc Oranje-Nassau, hiện là Quân chủ đang trị vì Vương quốc Hà Lan.

## Địa lý
Lãnh thổ của công quốc về cơ bản tương đồng với các dãy núi Taunus và Westerwald. Biên giới tự nhiên phía Nam và phía Tây được hình thành bởi sông Main và sông Rhine, trong khi ở phần phía Bắc của lãnh thổ, sông Lahn ngăn cách hai dãy núi. Lãnh thổ lân cận ở phía Đông và Nam là Đại công quốc Hessen. Phong địa bá quốc Hesse-Homburg và Thành phố tự do Frankfurt cũng nằm ở phía Đông. Về phía Tây là Tỉnh Rhine của Vương quốc Phổ, tỉnh này cũng kiểm soát một vùng lãnh thổ tách rời ở phía Đông của Nassau, được gọi là Wetzlar.

## Dân số
Khi thành lập vào năm 1806, Công quốc có 302.769 cư dân. Các công dân chủ yếu là nông dân, công nhân, hoặc nghệ nhân. Năm 1819, 7% người Nassau sống trong các khu định cư với hơn 2.000 cư dân, trong khi số còn lại sống trong 850 khu định cư nhỏ hơn và 1.200 nông trại. Wiesbaden là khu định cư lớn nhất với 5.000 cư dân, và Limburg an der Lahn là khu định cư lớn thứ hai với khoảng 2.600 cư dân. Đến năm 1847, Wiesbaden đã tăng lên 14.000 dân và Limburg lên 3.400. Thành phố lớn thứ ba là Höchst am Main.

## Lịch sử

### Thành lập
Nhà Nassau đã phát triển ra nhiều chi nhánh trong suốt lịch sử gần một nghìn năm của mình. Cho đến thế kỷ XVIII, ba nhánh chính là: Nassau-usingen, Nassau-Weilburg và Nassau-Dietz (sau này là Orange-Nassau), với các lãnh thổ rộng lớn, nằm rải rác ở khu vực ngày nay là Hà Lan và Bỉ. Từ năm 1736, nhiều hiệp ước và thỏa thuận đã được thực hiện giữa các dòng khác nhau (Hiệp ước Gia tộc Nassau), ngăn cản việc chia cắt thêm các lãnh thổ và tạo điều kiện cho sự phối hợp chính trị chung giữa các nhánh. Trong bối cảnh đó, các phân khu hành chính của các vùng lãnh thổ riêng lẻ đã được điều chỉnh, đặt cơ sở cho việc thống nhất các vùng lãnh thổ sau này.
Sau Chiến tranh Liên minh thứ nhất (1792–1797), Nassau-Dietz mất tài sản ở Bỉ và Hà Lan, trong khi Nassau-usingen và Nassau-Weilburg mất toàn bộ lãnh thổ phía Tây sông Rhine vào tay Đệ Nhất Cộng hòa Pháp. Mặt khác, giống như các quốc gia thế tục khác của Đức, Nassaus giành được lãnh thổ trước đây thuộc về các giáo hội do kết quả của quá trình thế tục hóa. Nassaus đã tham gia vào các cuộc đàm phán tại Đại hội lần thứ hai của Rastatt (1797) và ở Paris, để đảm bảo các lãnh thổ của các Giám phận vương quyền của Mainz và Trier thuộc về mình. Chiếu theo Quyết định cơ bản của Ủy ban đại diện quốc hội bất thường phần lớn phù hợp với mong muốn của Nassau-usingen và Nassau-Weilburg. Orange-Nassau đã đồng ý các điều khoản riêng với Napoléon Bonaparte.
Nassau-usingen đã mất Bá quốc Nassau-Saarbrücken, 2/3 Bá quốc Saarwerden, Ottweiler và một số lãnh thổ nhỏ khác (tổng cộng 60.000 dân và 447.000 guilder thu nhập mỗi năm). Để đền bù, nó đã nhận được: từ Mainz, Höchst, Königstein, Cronberg, Lahnstein và Rheingau; từ Cologne một số quận ở phía bờ Đông sông Rhine; từ Bavaria, tiểu khu Kaub; từ Công quốc Hesse-Darmstadt, lãnh địa Eppstein, Katzenelnbogen, và Braubach; từ Vương quốc Phổ, Sayn-Altenkirchen, Sayn-Hachenburg; và một số tu viện đã được nhận từ Mainz. Do đó, Nassau-usingen đã lấy lại được số dân đã mất và tăng thu nhập hàng năm của mình lên khoảng 130.000 guilder.
Nassau-Weilburg mất Kirchheim, Stauf, và 1/3 của Saarwerden (15.500 cư dân và 178.000 guilder doanh thu). Nó được đền bù bằng nhiều tài sản nhỏ của Trier, bao gồm Ehrenbreitstein, Vallendar, Sayn, Montabaur, Limburg an der Lahn, ba tu viện, và các tài sản của Nhà thờ Limburg. Tổng cộng có 37.000 cư dân và doanh thu 147.000 guilder.
Trong quá trình sắp xếp này, đã được mở rộng đáng kể lên hơn 52.000 ha rừng và đất nông nghiệp. Những khu vực này chiếm 11,5% diện tích đất bằng và mang lại khoảng một triệu guilder mỗi năm - phần lớn nhất trong tổng thu nhập của họ.
Vào ngày 17/07/1806, Thân vương Frederick Augustus của Nassau-Usingen và người anh họ của mình là Thân vương Frederick William của Nassau-Weilburg gia nhập Liên bang sông Rhine. Thân vương Frederick Augustus, thành viên cao cấp của Nhà Nassau đã nhận được danh hiệu Công tước của Nassau, trong khi Frederick William được phong là Thân vương của Nassau. Dưới áp lực của Hoàng đế Napoléon I, cả hai lãnh thổ phải hợp nhất để thành lập Công quốc Nassau vào ngày 30/08/1806, dưới sự cai trị chung của Frederick Augustus và Frederick William. Quyết định này được khuyến khích bởi thực tế là Frederick Augustus không có người thừa kế là nam giới và do đó, Frederick William và con cháu của mình sẽ được thừa kế công quốc này trong tương lai.
Năm 1815, tại Đại hội Viên, lãnh thổ của Nhà Nassau được mở rộng ra thêm, khi Nhà Orange-Nassau nhận được vương miện của Hà Lan vào ngày 31/05, họ phải giao Thân vương quốc Orange-Nassau cho Vương quốc Phổ, quốc gia này đã chuyển giao một phần lãnh thổ này cho Công quốc Nassau vào ngày hôm sau.
Frederick William chết vì ngã trên cầu thang tại Schloss Weilburg vào ngày 09/01/1816, và chính con trai của ông, William, trở thành Công tước duy nhất và đầu tiên của Nassau sau cái chết của Frederick Augustus vào ngày 24/03/1816.